# Bisdom Roskilde

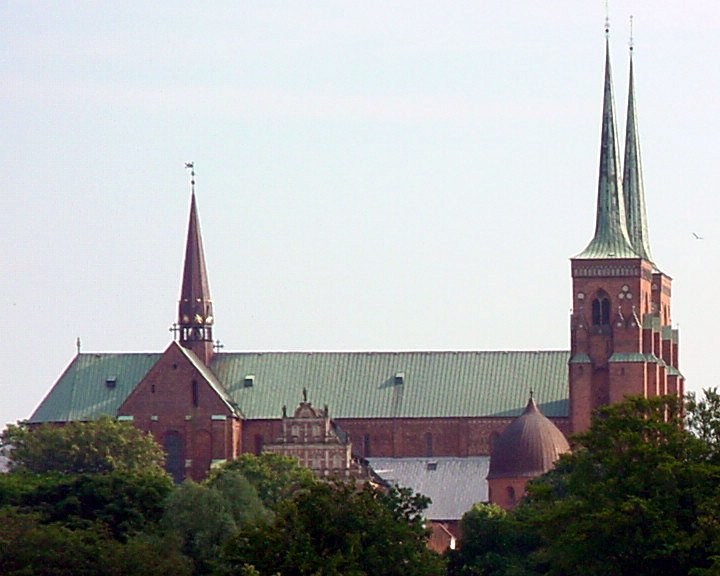
De domkerk van Roskilde

Bisdom Roskilde (Deens: Roskilde Stift) is een bisdom van de Deense Volkskerk in Denemarken. Het bisdom omvat een groot deel van regio Seeland. Belangrijkste kerk is de Dom van Roskilde.

## Statistieken bisdom
- 323 parochies
- 13 proosdijen

## Proosdijen
- Holbæk Provsti
- Kalundborg Provsti
- Køge Provsti
- Lejre Provsti
- Næstved Provsti
- Ods og Skippinge Provsti
- Ringsted-Sorø Provsti
- Roskilde Domprovsti
- Skælskør Provsti
- Slagelse Provsti
- Stege-Vordingborg Provsti
- Tryggevælde Provsti

De proosdeijen zijn verder onderverdeeld in sogns (parochies), zie Lijst van parochies in het bisdom Roskilde.